# Alexej Mordašov
Alexej Mordašov (* 26. září 1965, Čerepovec) je ruský miliardář a podnikatel, který v roce 2019 zaujímal čtvrté místo v ruském žebříčku Forbes.Mordašov se od začátku kariéry soustředil na metalurgii – ve firmě Severstal, která je primárním zdrojem jeho majetku, působil 19 let jako výkonný ředitel, v roce 2015 však ze svého postu odstoupil a zůstal pouze většinovým vlastníkem tohoto ocelárenského gigantu. Dále působí jako předseda představenstva ve firmě Power machines a.s., člen představenstva společnosti Nord Gold NV a předseda představenstva Sveza. Výše jeho majetku v roce 2019 byla odhadovaná na 20,5 miliardy dolarů., v roce 2023 na 20,9 miliard dolarů. 

## Mládí
Mordašov se narodil v ruském městě Čerepovec, kde také prožil velkou část života. Jeho otec Alexander Mordašov pracoval v ČMK (Čeljabinský metalurgický kombinát) jako elektrotechnik. Stejně tak jeho matka Maria. Mladý Alexej prožil studijní léta v Leningradě (dnešní Petrohrad), kde dokončil Leningradský inženýrsko-hospodářský institut.

## Osobní život
Alexej Mordašov je rozvedený. Je otcem šesti dětí ze tří manželství.

## Kariéra
Po dokončení studia v počátečním období privatizace se vrátil do rodného města a začal pracovat v ČMK. Díky dobrým vztahům s generálním ředitelem ČMK, Jurijem Lipukhinem, se již do čtyř let stal ředitelem finančního a ekonomického oddělení. Zároveň založil dceřinou společnost Severstal-invest, ve které 24 % akcií patřilo Severstalu a 76 % Mordašovovi, díky čemuž se stal generálním ředitelem a vlastníkem Severstalu.
Jako generální ředitel společnosti Severstal začal Mordašov reformovat závod. Přivedl nové odborníky, zbavil se zátěže neziskových podniků, snížil počet zaměstnanců z 50 na 37 tisíc lidí, otevřel nové moderní linky. Začal také více sledovat poptávku světového trhu.
V prosinci 2004 koupil Severstal ocelářský závod Ford's Rouge Industries lnc. Steel Mill, který zachránil před bankrotem a především mu pomohl opět získat silnou pozici v tomto odvětví. Dále byl koupen automobilový závod v Uljanovsku, závod Izhora v Petrohradě a další.

## Jiná obchodní odvětví
V únoru roku 2019 se Mordašov rozhodl ke koupi sítě hypermarketů Lenta. Důvodem k tomuto kroku je podle něj vzrůstající potenciál maloobchodního prodeje v Rusku. „Obchodní model Lenty umožňuje společnosti v budoucnu vytěžit maximum z globálního trendu Omnichannel, tj. smazání hranice mezi online nákupy a tradičními obchody", vysvětlil Severgroup.
V roce 2007 se stal vlastníkem podílu v německé cestovní společnosti TUI Group, který v roce 2014 čítal asi 25 %.
V roce 2013 koupil 50% podíl v Tele2 Russia, v té době 4. největší mobilní operátor v Rusku.
Kvůli svému podnikání a vazbám na ruskou politickou elitu se po ruské invazi na Ukrajinu dostal 28. února 2022 na seznam osob, které nesmí do Evropské unie, a jejichž aktiva jsou na jejím území zmrazena. Agentura Reuters 4. března oznámila, že italská policie zabavila jeho 65 metrů dlouhou jachtu Lady M.

## Ocenění
- Řád Alexandra Něvského (25. května 2015) – za velký přínos k sociálně-ekonomickému rozvoji Ruské federace, dosažení pracovních úspěchů, energickou sociální činnost a mnohaletou svědomitou práci.[13]
- Čestný řád (11. července 2011) – za velký přínos v rozvoji hutního průmyslu, pracovní úspěchy a mnoho let svědomité práce.
- Medaile Řádu „Za zásluhy vlasti“ I. stupeň (10. září 1999) – za zásluhy o stát, velké úspěchy v průmyslové činnosti a velký příspěvek k posílení přátelství a spolupráce mezi národy[14]
- Medaile Řádu „Za zásluhy vlasti“ II. Stupeň (2. května 1996) – za zásluhy o stát a mnoho let svědomité práce[15]
- Vyznamenání „Za dobrý skutek“ (11. června 2016) – za velký přínos pro charitativní a společenské aktivity[16]
- Řád Ruské pravoslavné církve svaté pravice, princ Daniel z Moskvy, III. Stupeň (2003)
- Velitel záslužného řádu pro Italskou republiku (2009, Itálie)
- Cross of Recognition III degree (2013, Lotyšsko) – za příspěvek k rozvoji hospodářství země
- Laureát státního ocenění Darin Ruské akademie podnikání v roce 2002
- Cena vlády Ruské federace v oblasti vědy a techniky
- Osvědčení o zásluhách ministerstva hospodářství
- Čestné osvědčení guvernéra Vologodské oblasti